# Thomas Bartholin
För andra betydelser, se Thomas Bartholin (olika betydelser).
Thomas Bartholin (Thomas Bartolinus), född 20 oktober 1616, död 4 december 1680, var en dansk läkare, matematiker och teolog. Han är främst känd för sin upptäckt av det lymfatiska systemet hos människan. Hans upptäckt gjordes vid ungefär samma tid som Olof Rudbecks, men Bartholin publicerade upptäckten först. Jean Pecquet hade redan upptäckt det lymfatiska systemet hos djur.

## Biografi

Antiquitatum veteris puerperii synopsis, 1676

Thomas Bartholin var den andre av sex söner till läkaren och Köpenhamnsprofessorn Caspar Bartholin (den äldre) och hans maka Anne Fincke. Familjen Bartholin gjorde sig kända som en forskarfamilj, tolv av dem blev professorer vid Köpenhamns universitet. Han fick sönerna Thomas och Caspar Bartholin (den yngre).
Thomas Bartholins far, Caspar Bartholin, publicerade det första samlade anatomiska verket 1611. Detta verk illustrerades och reviderades senare (1641) av Thomas Bartholin, och blev ett referensverk i anatomi.  Han kompletterade med nya rön (Harveys upptäckt av blodomloppet) och kom därvid i spetsen för den banbrytande rörelsen.
Thomas Bartholin studerade, först 1634 teologi i Köpenhamn, därefter 1637-46 vid de bästa utländska universiteten (Leiden, Paris, Montpellier och Padua). Under bildningsresan besökte han även den italienske botanikern Pietro Castelli i Messina 1644. 1645 blev Bartholin medicine doktor i Basel.
Vid hemkomsten blev han 1647 professor i matematik och 1648 professor i anatomi. Som sådan var han Stenos lärare och gav det anatomiska studiet ett kraftigt uppsving. Ungefär samtidigt med Rudbeck, men oberoende av denne, gjorde han 1653 sin stora upptäckt av lymfkärlen och förstod att utveckla dess stora betydelse. 
Hans medhjälpare Lyser har kanske en väsentlig del i äran av upptäckten, men Bartholin, som var mycket myndig och ivrig för sin familjs framgång vid universitetet, sköt honom senare åt sidan. Nya upplagor av handboken (4:e upplagan 1673) ökade hans rykte och vann stor utbredning genom eftertryck och översättningar.
Från 1656 blev Bartholin senior vid medicinska fakulteten och dess decanus perpetuus, och drog sig som sådan allt mer bort från undervisningen. 1663 köpte han gården Hagestedgaard, där han nu slog sig ned för att ägnade sig åt sin egen forskning. 1670 brann hela gården ned, däribland hans bibliotek, vilket innebar en förlust av många manuskript. Kung Kristian V av Danmark utsåg Bartholin till sin läkare. Han fick lön och gården slapp skatt som en kompensation för förlusten. 
Nämnas må även den av Bartholin utgivna samlingen Acta medica et philosophica hafniensia, som utkom 1673-80 i 5 band. 1680 började Bartholins hälsa att svikta och gården såldes och han flyttade tillbaka till Köpenhamn, där han avled. Han begravdes i Vor Frue Kirke.